# Ciboule (rivière)
Pour les articles homonymes, voir Ciboule (homonymie).
La Ciboule est une rivière de la Vendée et un affluent gauche de l'Auzance qu'elle rejoint à Vairé.

## Géographie
De 28,8 km de longueur, la Ciboule prend source au lieu-dit Le Pinier de la Cheneslie, à 72 m d'altitude, sur la commune de La Boissière-des-Landes.
Elle coule globalement de l'est vers l'ouest.
La Ciboule conflue en rive gauche de l'Auzance à 3 m d'altitude sur la commune de Vairé.

### Communes et cantons traversés
Dans le seul département de la Vendée, la Ciboule traverse les sept communes suivantes, de l'amont vers l'aval, de La Boissière-des-Landes (source), Nieul-le-Dolent, Sainte-Flaive-des-Loups, Le Girouard, La Chapelle-Achard, Saint-Mathurin, Vairé (confluence).
Soit en termes de cantons, la Ciboule prend source dans le canton de Mareuil-sur-Lay-Dissais, conflue dans le canton de Talmont-Saint-Hilaire, le tout dans l'arrondissement des Sables-d'Olonne.

### Bassin versant
La Ciboule traverse une seule zone hydrographique 'La Ciboule & ses affluents' (N202) de ?km2 de superficie.

## Affluents
La Ciboule a huit tronçons affluents référencés :
- la Jeannière (rd), 2,5 km sur la seule commune de Nieul-le-Dolent.
- la Thibaudière (rd), 3,7 km sur la seule commune de Nieul-le-Dolent.
- le Villedor (rd), 6,6 km sur les deux communes de Aubigny (source) et Nieul-le-Dolent (confluence) avec un affluent :
  - le ruisseau des Fontenelles (rg), 1,9 km sur la seule commune de Nieul-le-Dolent avec un affluent :
    -  ? (rg), 0,8 km sur la seule commune de Nieul-le-Dolent
- un bras de 0,5 km sur la commune de Le Girouard, donc affluent et défluent.
- la Garandeau (rd), 12,1 km sur les trois communes Nieul-le-Dolent, Sainte-Flaive-des-Loups, Le Girouard avec deux affluents:
  - la Lière (rd), 2,3 km sur la seule commune de Sainte-Flaive-des-Loups avec un affluent :
    - la Lière (rd), 2,1 km sur la seule commune de Sainte-Flaive-des-Loups.

  - un bras, 0,5 km sur les deux communes de Sainte-Flaive-des-Loups et Le Girouard.
- le Gimoneau (rd), 7,1 km sur les deux communes de Sainte-Flaive-des-Loups et La Chapelle-Achard.
- la Renolière (rd), 4,4 km sur la seule commune de La Chapelle-Achard avec un affluent :
  -  ? (rd), 0,8 km sur la seule commune de La Chapelle-Achard
- le ruisseau de la Grivière (rd), 4,1 km, sur les deux communes de La Chapelle-Achard (source), et Saint-Mathurin (confluence).

Donc son rang de Strahler est de quatre.